# クアンビン県
クアンビン県（クアンビンけん、ベトナム語：Huyện Quang Bình / 縣光平?）は、ベトナム社会主義共和国ハザン省の県。面積は780.42 km²、人口は68,520人（2018年）である。

## 行政区画
1市鎮14社から構成される。